# Braschi (famiglia)

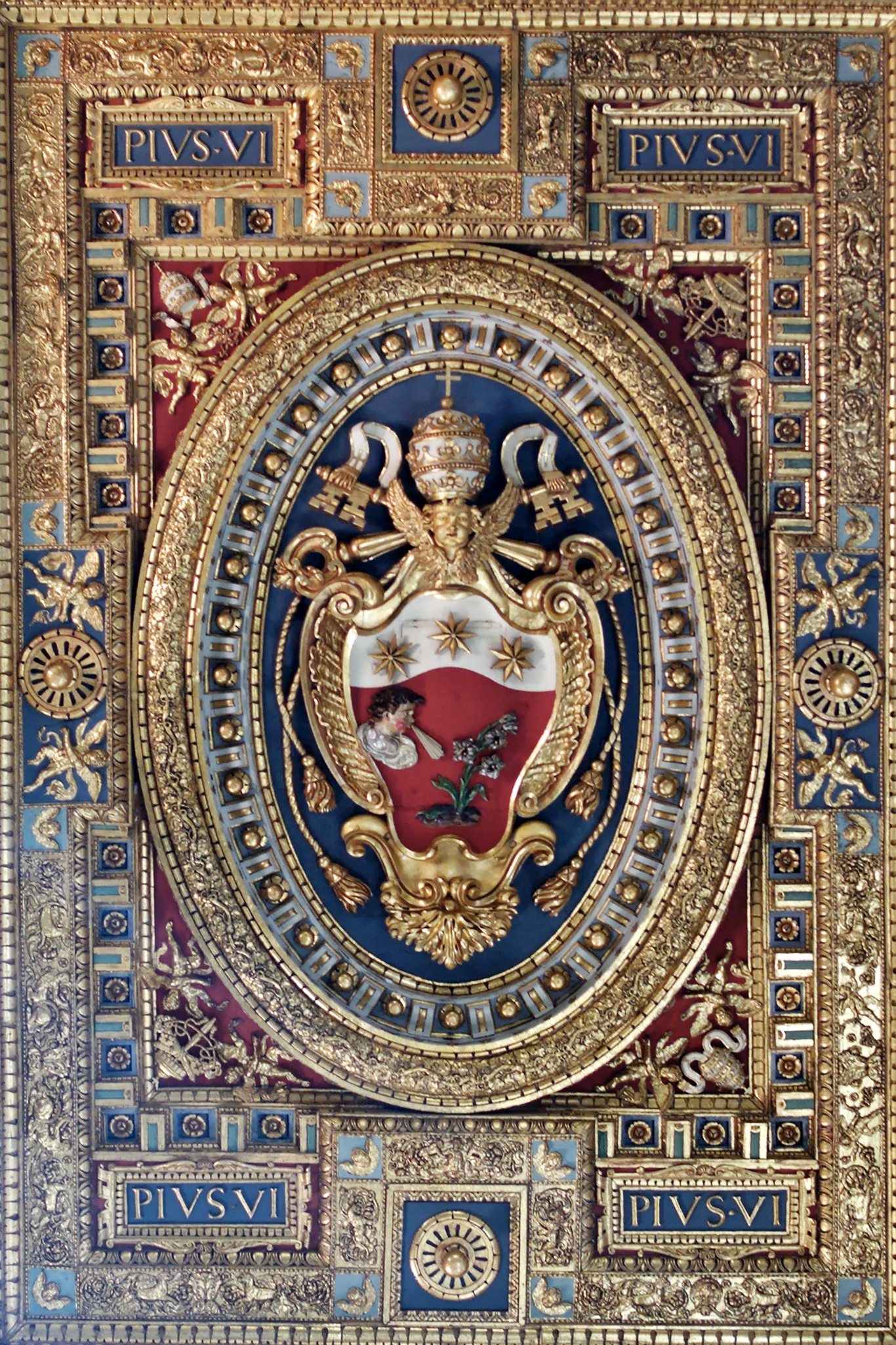
Stemma papale di Casa Braschi in San Giovanni in Laterano, Roma.

I Braschi sono una famiglia nobile dimorante anticamente a Cesena.
Fiorirono due famiglie distinte con questo cognome, ambedue nobili, in Cesena anteriormente al XVII secolo, presero il nome dal luogo d'abitazione, una dei Serri, l'altra delle Tavernelle.

## Storia
La famiglia Braschi arrivò sulla penisola italiana nel XII secolo, secondo la tradizione, dalla Svezia, dove il cognome era originariamente Brasck o Brascke. Secondo un'altra versione di studi, la famiglia discenderebbe dal longobardo Liutprando di Benevento. Inizialmente si stabilirono ad Alessandria, poi a Vicenza, a Rimini e infine a Cesena.
Nella città di Cesena, Francesco di Pietro Braschi fu assegnato al consiglio e come patrizio nel 1607, da allora la famiglia partecipò al governo della città. Gli successe suo figlio Pietro (1644) e successivamente successe da Francesco (1690) e Marco Aurelio (1720).

## Braschi dei Serri
Provenienti da Sarsina, ebbero come capostipite il duca dei Longobardi e di Benevento Liutprando. Questo ramo produsse papa Pio VI, e si estinse nel 1799, alla morte dello stesso pontefice. Il nome tuttavia continuò con Luigi Braschi-Onesti, che ebbe discendenza, e con Romoaldo Braschi-Onesti, cardinale. Questi, figli di Giulia Francesca, sorella di Pio VI e del marchese Gerolamo Onesti di Cesena, furono adottati dal papa e nominati suoi eredi.
Luigi Braschi-Onesti, duca di Nemi, fu, insieme all'illustre zio, il committente di Palazzo Braschi in Roma.

## Braschi delle Tavernelle
Originaria di Rimini, si estinse nel 1736 e l'eredità passò alle famiglie Masini e Venturelli.

## Titoli nobiliari
- Principe del Sacro Romano Impero
- Ducato di Nemi, creata in favore di Luigi Braschi-Onesti
- Marchesato di Nemi
- Grandato di Spagna
- Marchesato di Belmonte-Sabino
- Principato di Rocca Sinibalda
- Contea di Falcino

## Collezione d'arte
- Immacolata Concezione Squillace di Bartolomé Esteban Murillo, (ora a San Pietroburgo, Ermitage)
- Ritratto equestre di Francisco de Moncada di Antoon Van Dyck, (Parigi, Louvre)
- Matrimonio mistico di santa Caterina di Domenico Beccafumi, (San Pietroburgo, Ermitage)
- Madonna col Bambino di Bernardino Fasolo, (Parigi, Louvre)
- Madonna col Bambino e san Giovannino di Giulio Romano (Parigi, Louvre)
- Autoritratto di Andrea del Sarto (Northumberland, Castello di Alnwick)
- Statue di Otone, Alessandro Severo, Antinoo, Cibele, Asclepio, Faustina maggiore e Faustina minore (Parigi, Louvre)
- Antinoo Braschi (Città del Vaticano, Musei Vaticani)

## Proprietà
- Palazzo Braschi (Roma)
- Palazzo Braschi (Cesena)
- Palazzo Braschi (Terracina)
- Feudo di Nemi
- Castello di Rocca Sinibalda
- Villa Torlonia (San Mauro Pascoli)
- Tor Marancia (Roma)